# Stu Goldberg
Stu Goldberg (* 10. Juli 1954 in Malden (Massachusetts) als Stuart Wayne Goldberg) ist ein amerikanischer Jazzkeyboarder (Piano, Synthesizer) und Filmkomponist.

## Leben und Wirken
Goldberg erhielt in Seattle ab dem zehnten Lebensjahr Instrumentalunterricht und lernte Piano, später auch Orgel und Posaune. Bereits als 16-Jähriger trat er als Wunderkind auf dem Monterey Jazz Festival mit Mundell Lowe, Ray Brown und Louie Bellson auf. Er studierte Musik an der University of Utah und spielte 1974 eine Platte unter eigenem Namen ein. Einem breiten Publikum wurde er als Begleiter von John McLaughlin bekannt, mit dem er auf Tournee ging und mehrere Platten einspielte. Daneben ging er mit Don Ellis, Miroslav Vitouš, Alphonse Mouzon, Michal Urbaniak und Al Di Meola ins Studio und spielte 1978 seine vielbeachtete LP „Solos, Duos and Trio“ mit Larry Coryell und L. Subramaniam ein. Er spielte auch mit Wayne Shorter, Freddie Hubbard und Charlie Mariano („Crystall Bells“) sowie seit 1978 mit dem „Electric Circus“ von Toto Blanke. Daneben trat er in Solokonzerten auf, spielte aber auch im Duo mit Christoph Spendel sowie im Trio mit Palle Danielsson und Jon Christensen („Live“, 1982).
1985 zog er nach Los Angeles, wo er sich hauptsächlich auf die Arbeit für die Filmstudios konzentrierte und für Komponisten wie Lalo Schifrin oder Ira Newborn arbeitete, bevor er selbst im eigenen Studio Fernseh- und Filmmusiken produzierte. Erst 2001 legte er mit „Going Home“ wieder ein Jazzalbum vor.

## Preise und Auszeichnungen
Für seine Filmmusik zu Vanished wurde er 1994 beim Filmfestival Cannes ausgezeichnet. Er erhielt 1993 und 1994 den BMI Composer Award und 1997 den Peabody Award. Der CINE Golden Eagle Award wurde ihm 1999 verliehen.

## Lexigraphische Einträge
- Martin Kunzler: Jazz-Lexikon. Band 1: A–L (= rororo-Sachbuch. Bd. 16512). 2. Auflage. Rowohlt, Reinbek bei Hamburg 2004, ISBN 3-499-16512-0.